# Turchia ai IV Giochi olimpici invernali
La Turchia partecipò ai IV Giochi olimpici invernali, svoltisi a Garmisch-Partenkirchen, Germania, dal 6 al 16 febbraio 1936, con una delegazione di 6 atleti impegnati in due discipline.